# Mecometopus globicollis
Mecometopus globicollis là một loài bọ cánh cứng trong họ Cerambycidae.